# Euphrasia hirtella
Euphrasia hirtella é uma espécie de planta com flor pertencente à família Scrophulariaceae. É endémica de Portugal Continental.
A autoridade científica da espécie é Jord. ex Reut., tendo sido publicada em Compte Rendu des Travaux de la Société Helvétique des Sciences Naturelles 4: 120. 1854.

## Proteção
Não se encontra protegida por legislação portuguesa ou da Comunidade Europeia.